# Kode9
 (mai 2012).
Kode9 (de son vrai nom Steve Goodman), né à Glasgow (Écosse) en 1974, est un DJ londonien, artiste producteur de musique électronique et propriétaire du label Hyperdub. Il collabore notamment avec le MC The Spaceape. Sa musique s'inspire de ce qu'il appelle le « hardcore continuum », mais aussi du dub reggae. Il fait partie des premiers acteurs de la scène Dubstep, qu'il conçoit comme une continuation du hardcore anglais.

Il apparaît sur la compilation Grime du label Rephlex, et a produit l'album Memories of the Future (avec Spaceape) sur son propre label. Kode9 est titulaire d'un doctorat de l'université de Warwick, et a publié un livre intitulé Sonic Warfare: Sound, Affect, and the Ecology of fear.

## Débuts
Comme nombre d'artistes de Dubstep, Kode9 est influencé par la jungle, le drum and bass, le 2-step et le UK garage; il a décrit sa découverte de la jungle à Édimbourg comme « l'évènement musical le plus important de [sa] vie[réf. nécessaire] ». Il est également influencé par le dub, le dancehall, voire la musique indienne (dans son morceau Kingstown notamment).
À l'université de Warwick, il a collaboré avec la Cybernetic Culture Research Unit et a travaillé entre autres sur la culture associée à la rave party, la cybernétique, le postmodernisme et l'afro-futurisme. Ce travail a orienté son travail philosophique basé sur une approche mémétique, qu'il évoque dans de nombreuses interviews.
À la fin des années 1990, il déménage à Londres et s'établit comme DJ dans des clubs comme FWD>>.

## Discographie

### Albums studio
- Memories of the Future - Hyperdub - 2006 (avec The Spaceape)
- Black Sun Hyperdub - 2012 (avec The Spaceape)
- Nothing - 2015

### Mixs
- DJ-Kicks - 2010